# 조영철 (법조인)
조영철(趙英哲, 1959년 ~)은 대한민국의 제44대 대구고등법원 법원장이다.   

## 생애
1959년 태어난 조영철은 경북고등학교와 서울대학교 법학과를 졸업하고 제25회 사법시험 합격했다. 제15기 사법연수원과 군 법무관을 마치고 1989년 대구지방법원 판사에 임용되었다. 이후 대구지방법원 김천지원, 수원지방법원, 서울지방법원, 서울고등법원으로 전보되어 판사를 하다가 대법원 재판연구관을 거쳐 부장판사에 승진하여 대구지방법원, 서울중앙지방법원, 수원지방법원, 광주고등법원, 서울고등법원에서 부장판사로 재판장을 하였으며 2014년에는 서울중앙지방법원 민사수석부장판사를 하다가 2015년 2월 법원장으로 승진하여 의정부지방법원 법원장에 취임하였다. 의정부지방법원에서 법원장으로 2년동안 재직하다가 서울고등법원 부장판사로 복귀하여 재판을 하였다.
공사계약에서 리베이트 약정은 무효, 군부대에서 벌목작업에 참여했다 사고로 숨진 병사를 월북자로 알리고 가족을 수십 년간 감시한 사안에 대해 국가의 손해배상책임을 인정, 대학교 동창회장이 일정 금액을 발전기금으로 내도록 한 동창회 선거규정 무효라는 판결을 했었던 조영철은 박근혜 정부에서 국정농단 혐의를 받은 최순실 측에서 "이화여자대학교 학사비리 재판을 하면서 1심과 같이 징역3년 등을 선고한 바가 있는 재판장 조영철이 재판을 불공정하게 할 우려가 있어 이에 대한 기피를 신청한다"며 재판부 기피 신청을 했다.
오패산 터널 인근에서 사제 총기를 난사해 경찰관을 숨지게 한 혐의로 1심에서 무기징역을 선고받은 성병대가 법정에서 재판장인 조영철에게 "이번 법관 인사로 좌·우배석 판사님들은 다 바뀌었는데 왜 재판장님만 안 바뀌는 건가요. 재판장님이 경찰의 청탁을 받았다는 제 이야기가 맞아떨어지는 것 아닙니까?"고 항의하면서 자신의 사건을 "다른 재판부로 보내달라"고 했다.
법원장으로 있다가 고등법원 부장판사로 재판부를 근무를 했던 조영철은 2019년 1월 28일에 있었던 법원인사에서 대구고등법원 법원장에 임명되었다.

## 주요 판결
- 서울고등법원 형사3부 재판장으로 재직하던 2018년 1월 23일에 문화예술계 지원 배제 명단인 블랙리스트를 기획하여 직권남용으로 기소된 김기춘 전 대통령 비서실장과 조윤선 전 문화체육관광부 장관에게 각각 징역4년과 징역2년, 김종덕 전 문체부 장관에게 징역2년, 정관주 전 문체부 1차관과 신동철 전 청와대 정무수석비서관에게 각각 징역1년6월을 선고했다.[3]